# Monumento del Recuerdo
El Monumento del Recuerdo (en francés: Monument du souvenir; conocido por el apodo Gëlle Fra que en luxemburgués quiere decir «Dama de oro») es un monumento a los caídos en la ciudad de Luxemburgo, en el sur de Luxemburgo. Está dedicado a los miles de luxemburgueses que se ofrecieron voluntariamente para el servicio en las fuerzas armadas de las potencias aliadas durante la Primera Guerra Mundial.
El Gëlle Fra está situado en la Plaza de la Constitución, en la zona llamada Ville Haute del centro de la ciudad de Luxemburgo.
La pieza central del monumento es un obelisco de 21 metros de altura y hecho de granito. En lo alto del obelisco se levanta una estatua de bronce dorado con una mujer, sosteniendo una corona de laurel como si la colocara sobre la cabeza de la nación. A los pies del obelisco están dos figuras de bronce que representan a los soldados luxemburgueses que se ofrecieron como voluntarios para servir a Francia, uno se encuentra en la base de la estatua, por haber muerto en el servicio de su país, mientras que el otro se sienta, y está de luto por la muerte de su compatriota.